# Mudra
Mudra (sanskr. "sigill"), hinduisk såväl som buddhistisk religiös, symbolisk gest gjord med hand och fingrar.
Inom yogan används de tillsammans med asana (poser), och mudror används även i viss klassisk indisk tempeldans.
| Bild | Namn på mudran   | Anmärkning | Innebörd |
| ---- | ---------------- | --- | --- |
|      | abhayamudrā      | Mudran förekommer både med en och två händer. Förknippad med buddhan Amoghasiddhi                                          | Beskydd eller oräddhet |
|      | bhūmisparśamudrā | Den vanligaste mudran för avbildningar av Shakyamuni Buddha                                                                | Symboliserar den händelse i Shakyamunis biografi då han kämpade mot Mara och tog i marken för att be gudinnan av jorden att vittna om Shakyamunis många livstider som bodhisattva. |
|      | dharmacakramudrā | Vanlig i avbildningar av Shakyamuni Buddha, men även buddhorna Amitabha, Vairochana och Maitreya avbildas med denna mudra. | Symboliserar buddhornas lära, dharman, dharmahjulet. |
|      | dhyānamudrā      | Vanlig i avbildningar av Shakyamuni och Amitabha. Även en vanlig meditationsmudra.                                         | Högerhanden symboliserar nirvana och vänsterhanden samsara. |